# Иваниничи
Иваниничи (укр. Іваниничі) — село в Семидубской сельской общине Дубенского района Ровненской области Украины.
Население по переписи 2001 года составляло 89 человек. Почтовый индекс — 35650. Телефонный код — 3656. Код КОАТУУ — 5621687409.